# Thelwall
Thelwall – wieś w Anglii, w hrabstwie ceremonialnym Cheshire, w dystrykcie (unitary authority) Warrington. Leży 32 km na północny wschód od miasta Chester i 265 km na północny zachód od Londynu.